# Jupp Nettekoven
Josef oder Joseph „Jupp“ Nettekoven (* April 1908) war ein deutscher Fußballspieler, -schiedsrichter und funktionär.

## Sportlicher Werdegang
Nettekoven entstammt der Jugend des FV Bonn-Endenich, wo auch sein im Zweiten Weltkrieg gefallener Bruder Matthias an seiner Seite spielte. Später wechselte der Torhüter vom unterklassig antretenden Verein zum Lokalrivalen Bonner FV, der in der Gauliga Mittelrhein als einer der 16 im seinerzeit zerstückelten Fußball in Deutschland höchstklassigen Serien antrat. Nach dem Krieg kehrte er nach Endenich zurück, wo er noch bis 1949 spielte.
Nach dem Ende der aktiven Karriere widmete sich Nettekoven der Schiedsrichterei und avancierte schnell zu einem der bedeutendsten Schiedsrichter aus dem Westen der jungen Bundesrepublik. Schnell leitete er Spiele der Oberliga West und um die Endrunde zur Deutschen Meisterschaft. Bei der Meisterschaftsendrunde 1951/52 stand er zunächst unter anderem im Gruppenspiel zwischen Tennis Borussia Berlin und dem VfB Stuttgart vor rund 100.000 Zuschauern im Olympiastadion Berlin auf dem Platz (1:1-Unentschieden), am 22. Juni 1952 leitete er schließlich in Ludwigshafen am Rhein im Südweststadion das Finalspiel. Der VfB Stuttgart setzte sich dabei mit einem 3:2-Erfolg gegen den 1. FC Saarbrücken durch und holte den ersten nationalen Titel der Vereinsgeschichte. 
Später engagierte sich Nettekoven im Vorstand des FV Bonn-Endenich. Er betrieb zunächst in Bonn eine Werkstatt für handgeschmiedete Beleuchtungskörper und Kunstgewerbeartikel, später expandierte er nach Duisburg und Schönthal. Zuletzt war der Kunstschmiede- und Eisenbaubetrieb in Alfter angesiedelt.